# سامك العيار
سامك العيار (بالفارسية: سمک عیار) هي قصة شعبية نثرية رومانسية فارسية قديمة.
تناقلَت قصة سمك العيار شفويًا لفترة زمنية غير معروفة، ثم نُسخَت في حوالي القرن الثاني عشر. ونُشرت في إيران سنة 1968م. تنتمي رواية سامك العيار إلى النوع الأدبي الفارسي من الرومانسية الشعبية.

## الحبكة
تدور أحداث رواية سامك العيار حول الأمير خورشيد شاه، ابن مرزبان شاه. في سن السادسة عشر، يقع خورشيد شاه في حب ماه باري، أميرة مملكة تشين (التي هي اليوم جزء من الصين). يقرر السفر إلى تشين للانضمام إليها.
يتلقى خورشيد شاه المساعدة من مجموعة من الفرسان المتجولين الذين يتبعون مبادئ الجوانموردي [الإنجليزية] أو الفتوة. سامك، البطل الرئيس، هو من العيارين والشطار الذي أصبح أفضل صديق لخورشيد شاه وساعده في مهمته.
لقد ضاعت نهاية قصة سامك العيار.

## الخلفية
النسخة الوحيدة الباقية من سامك العيار هي مخطوطة مصورة محفوظة في ثلاثة مجلدات (أوسلي 379، 380، 381) في مكتبة بودليان في أكسفورد. لا تحتوي هذه المخطوطة على بيانات النسخ، وبالتالي لا توجد معلومات عن الراعي والكاتب. كما أن المخطوطة تفتقر إلى أي ملاحظة تشير إلى التاريخ الدقيق ومكان إنشاء المخطوطة.
تمت رواية سامك العيار في الأصل على يد رواة قصص محترفين. وبحسب نص القصة فإن فرامرز بن خداداد بن كاتب الأرجاني هو مؤلف القصة والراوي الثاني لها. سمع القصة من صدقة بن أبي القاسم الشيرازي، وهو أول من روى القصة.
يحتوي سامك العيار على العديد من الأسماء الفارسية القديمة، مثل خورداسب شيدو، وهرمزكيل، وشاهاك، وجلسفار، ومهروي، وزراند. تشير الأسماء التركية العديدة إلى أن القصة لم تُنسخ قبل العصر السلجوقي. يشير تخطيطه وأسلوب الرسوم التوضيحية ووجود بعض الأبيات الشهيرة إلى أنها أُنشئَت في أوائل القرن الرابع عشر.

## تاريخ النشر
حرَّر برويز ناتل خانلاري [الإنجليزية] قصة سامك العيار لأول مرة خلال عامي 1347/1968 و1353/1974. وقد نشرها سوخان في خمسة مجلدات، ثم نشرها مركز آغاه للنشر في إيران.
وهو مصدر للمعلومات الثقافية والاجتماعية عن اللغة الفارسية في العصور الوسطى ويتبع بنية القصص التي تنتمي إلى التقاليد الشفوية.
تحتوي المخطوطة على 80 صورة توضيحية؛ والصور مثيرة للاهتمام بشكل خاص لأن فنانيها - على النقيض من رسامي النصوص الأخرى مثل الشاهنامة - لم يكن لديهم مثال سابق لتقليد المشاهد.
في عام 1936، صنف إيفان شتشوكين صور المخطوطة على أنها تنتمي إلى أسلوب إنجوي، وهي فكرة لا تزال مقبولة بشكل عام.
كانت أول ترجمة رئيسة لهذه الحكايات باللغة الإنجليزية، وهي "سامك العيار" ، قد ترجمها فريدون رسولي وقام جوردان ميتشنر بتعديلها لصالح مطبعة جامعة كولومبيا.